# Lars-Månstjärnarna
Lars-Månstjärnarna är en sjö i Ånge kommun i Medelpad och ingår i Ljungans huvudavrinningsområde.